# Scrapter pallidipennis
Scrapter pallidipennis är en biart som först beskrevs av Cockerell 1920.  Scrapter pallidipennis ingår i släktet Scrapter och familjen korttungebin. Inga underarter finns listade i Catalogue of Life.